# Nacospatangus interruptus
Nacospatangus interruptus is een zee-egel uit de familie Maretiidae.
De wetenschappelijke naam van de soort werd in 1880 gepubliceerd door Théophile Rudolphe Studer.